# 罗伯特·亨利·罗宾斯
罗伯特·亨利·罗宾斯（1921 - 2000），英国语言学家。1949年获牛津大学人文硕士。1966年任伦敦大学普通语言学教授。1970年成为系主任。1977年任国际语言学家学会常设委员会会长。罗宾斯继承了约翰·鲁伯特·弗斯的环境语义学和节律音系学，出版了《普通语言学》和《语言学简史》等书。